# 臺北市北投區明德國民小學
25°06′45″N 121°31′19″E / 25.1124679°N 121.5220291°E
臺北市立明德國民小學，位於臺北市北投區明德路190號。鄰近私立奎山中學、臺北榮民總醫院、振興醫院，創立於1977年8月。

## 沿革
創立於1977年8月，位於北投區明德路與東陽街交口，士林區天母之南，北投區石牌之東，傍依磺溪。校門臨明德路，四周多為社區住宅及公園，景緻優雅。周邊方圓二公里內有私立奎山中學、明德國中、中正高中、國立臺北護理健康大學與國立陽明交通大學；大型醫療單位有榮民總醫院與振興醫院環境優雅，社區人文資源豐富。
創校以來之班級數，由三十多班漸成長至五十七班，目前因少子化約30班左右,學生人數約750人。近年因推動深耕閱讀及英語教育有良好成效、校風良好、校內活動豐富、家長志工團隊強大吸引許多學生來就讀，為滿額學校。
學校舉辦的才藝班及社團活動均十分多元充實，107年度並成立了兒童舞蹈團,現代舞團及民族舞團,舞蹈比賽團第一年成軍即有全國賽優等的佳績。
校舍建築樸質簡潔，具備教室大樓、活動中心、操場。目前校舍有忠孝、仁愛、信義、明德、中正五棟大樓、操場及活動中心一座。校舍及教室大都有裝設冷氣,軟硬體設備齊全。

## 歷任校長
- 第一任：李平校長
- 第二任：周泰興校長
- 第三任：林榮華校長
- 第四任：李訓別校長
- 第五任：宋中光校長
- 第六任：陳如岳校長
- 第七任：許瑛珍校長
- 第八任：林玫伶校長
- 第九任：陳錦蓮校長
- 第十任：塗振洋校長

## 校歌
- 毗連淡水，依偎陽明，六六年秋，我校斯成。
- 明德孕育，我們成長園地，也是時代，兒童的生活營。
- 莘莘學子，品端行正，鋼鐵意志，在此練成。
- 效法古聖先賢，大中至正，毋忘多難興邦，殷憂啟聖。
- 精誠團結，眾志成城，我們是國家未來的主人翁！

## 知名校友
- 陳詩欣：2004年為臺灣拿到史上第一面奧運跆拳道金牌得主
- 辰亦儒

文姿云：2021年為台灣拿到史上第一面奧運空手道銅牌

## 外部連結
- 臺北市立明德國民小學 （页面存档备份，存于）